# Відомство
Ві́домство (від «ві́дати») — установа виконавчої влади держави або самоврядної території, яка відає певною галуззю або сферою суспільного життя і здійснює державне управління в цій сфері.
Правовий статус відомств залежить від їх виду та функцій і визначається Конституцією, законами, положеннями та іншими нормативними актами.
Можна виділити такі групи відомств:
за рівнем:
- центральні
- місцеві

за назвою:
- власне, відомства
- міністерства
- служби
- департаменти
- адміністрації
- агентства (агенції)
- інспекції
- комітети
- офіси і т. д.